# اچ‌ام‌اس تارپون (ان۱۷)
اچ‌ام‌اس تارپون (ان۱۷) (به انگلیسی: HMS Tarpon (N17)) یک زیردریایی بود که طول آن ۲۷۵ فوت (۸۴ متر) بود. این زیردریایی در سال ۱۹۳۹ ساخته شد.